# Compagnie Tero Saarinen

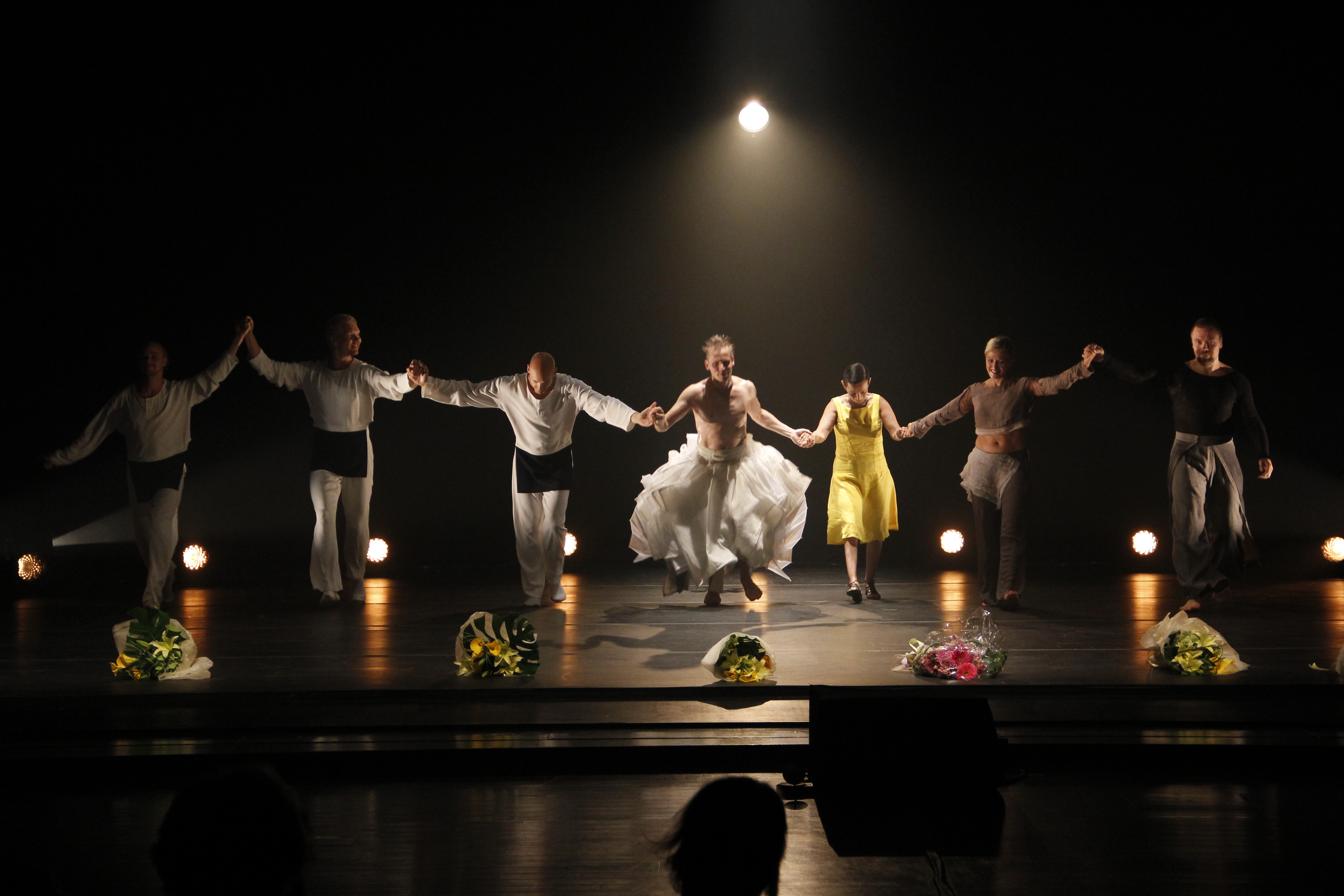
La compagnie Tero Saarinen en juillet 2011, à New York.

La compagnie Tero Saarinen (intitulée en anglais Tero Saarinen Company) est un groupe de danse contemporaine fondé en 1996 par son directeur artistique, le danseur et chorégraphe Finlandais Tero Saarinen. Le répertoire du groupe est constitué principalement de chorégraphies de ce dernier. La compagnie est installée à Helsinki en Finlande et se produit principalement à l’étranger. Les espaces de répétitions et les bureaux du groupe sont rassemblés dans le Théâtre Aleksander, où ses productions de petite et moyenne échelle sont aussi présentées.
La compagnie Tero Saarinen est actuellement considérée comme l'un des acteurs principaux de l’exportation de la culture finlandaise. Les activités principales du groupe incluent également un programme international d’enseignement et la participation à la création des chorégraphies de Tero Saarinen pour d’autres compagnies de danse de renom à travers le monde. Le groupe suit un modèle d'entreprise étendue et emploie environ 80 personnes chaque année dont onze ont un poste permanent.

## Histoire
Tero Saarinen, un danseur soliste finlandais se produisant également à l'étranger, fonde en 1995 le groupe de danse Company Toothpick afin de pouvoir exprimer ses propres visions chorégraphiques. En plus de Tero Saarinen lui-même, les membres fondateurs sont alors ses confrères Henrikki Heikkilä du Ballet national de Finlande, Yuval Pick de la Batsheva Dance Company et le créateur lumière Mikki Kunttu. La compagnie reçoit le nom de Toothpick en référence à l’usine d’allumettes de la ville de Pori où Tero Saarinen est né.
La première pièce du groupe, Westward Ho!, est jouée le 18 février 1996 en première mondiale au Dansens Hus de Stockholm. En 1997, la pièce reçoit une invitation à la première plateforme de danse Aerowaves tenue au Place Theater de Londres. C’est alors le début de la percée internationale pour Tero Saarinen en tant que chorégraphe, et le groupe commence à recevoir des invitations des quatre coins de l’Europe.
En 2000, la Company Toothpick installe ses bureaux dans le Théâtre Aleksander à Helsinki. En 2001, l’actuelle directrice administrative de la compagnie, Iiris Autio, commence à travailler en tant qu’administratrice et productrice du groupe et devient ainsi le premier employé permanent à temps plein de la compagnie. En 2002, le groupe devient Tero Saarinen Company et en 2004, il obtient le droit de recevoir des subventions régulières de l’État au titre de la Loi pour les Théâtres et Orchestres Finlandais. La compagnie reçoit alors des soutiens à la fois de l’État et de la ville d’Helsinki.

## Modes de représentation

### Activités à Helsinki
Le Théâtre Aleksander a hébergé la compagnie depuis 1999 avant d'y obtenir une résidence permanente à partir de 2005. Outre des spectacles réguliers, le théâtre accueille les bureaux et la salle de répétitions du groupe. Cette dernière est la même que celle où Tero Saarinen a commencé sa carrière professionnelle en 1982 alors que le bâtiment était encore l'institution de rattachement du Ballet national de Finlande.
La Compagnie Tero Saarinen se produit chaque année à Helsinki au Théâtre Aleksander ou encore dans des salles de spectacle comme l’Opéra national de Finlande ou le Théâtre national de Finlande. Les activités du groupe à Helsinki comptent par ailleurs, des projets d’enseignement et de développement communautaire.

### Tournées
La compagnie a tourné dans trente-huit pays entre 1996 et 2016. Les spectacles du groupe ont suscité de nombreuses réactions positives de la part des médias. Le langage chorégraphique de Tero Saarinen est caractérisé par un style de mouvement unique et par des dimensions artistiques multiples : expressivité des danseurs, la musique jouée sur scène et une esthétique visuelle forte. Saarinen a alors créé 46 œuvres chorégraphiques originales dont dix-sept pour son propre groupe.
Le groupe a joué dans des lieux et a participé à des événements tels que : la Maison de la danse à Lyon, le Théâtre du Châtelet et le Théâtre national de Chaillot à Paris, le festival Movimentos à Wolfsbourg, Tanz im August à Berlin, Kampnagel à Hambourg, le Joyce Theater, le New York City Center, BAM (Brooklyn Academy of Music ; Howard Gilman Opera House) à New York, Jacob’s Pillow Dance Festival à Becket dans le Massachusetts, le Walt Disney Concert Hall à Los Angeles, Southbank Centre à Londres, Chekhov International Theatre festival à Moscou, théâtre Alexandrinski à Saint-Pétersbourg, le Ibero-American Theater Festival à Bogota, Le festival International de Buenos Aires en Argentine, SIDance à Séoul, le Perth International Festival à Perth en Australie et le New Zealand International Arts Festival à Wellington.
La plupart des œuvres du groupe sont le résultat de coproductions internationales menées notamment avec le Joyce Theater (États-Unis), Automne en Normandie (France), la Maison de la danse (France), la Biennale de Venise (Italie), Southbank Centre (Royaume-Uni), Dansens Hus (Suède) et le Festival de danse de Kuopio (Finlande).

### Premières
Tero Saarinen Company a participé à la création de dix-sept œuvres de Tero Saarinen et a aussi inscrit à son répertoire d’autres pièces venant de Tero Saarinen lui-même ou qu’il a reçues de Carolyn Carlson. Peuvent être citées comme pièces essentielle de la compagnie Westward Ho! (1996) et les pièces créées sur des musiques de Stravinsky Petrushka (2001) et Hunt (2002), et finalement Borrowed Light (2004) inspiré par la secte des Shakers.
Le solo Hunt (2002) une collaboration avec l’artiste multimédia Marita Liulia a retenu une attention toute particulière dans le monde entier,. À la fin de 2013, Tero Saarinen a représenté cette pièce 174 fois dans 82 villes et 32 pays en Asie, en Afrique, en Amérique du Nord et du Sud et en Europe. Elle a été reconnue comme l’une des chorégraphies les plus marquantes faites à partir du Sacre du printemps de Stravinsky,. En 2013, cette pièce est représentée pour la dernière fois par Tero Saarinen pour le centenaire du Sacre. Borrowed Light a également reçu les éloges de la critique internationale. Entre autres, The Village Voice aux États-Unis l’a classé parmi les meilleurs spectacles de danse de la décennie.
| Œuvre originale                     | Première                                                                                                |
| ----------------------------------- | --- |
| Westward Ho!                        | 18 février 1996 à la Dansens Hus, Stockholm, Suède                                                      |
| Overdosed Mood                      | 30 juin 1997 lors du Festival de danse de Kuopio, Finlande                                              |
| Un/Do                               | 14 mai 1998 au Susan Dellal Center, Tel-Aviv, Israël                                                    |
| Could You Take Some of My Weight..? | 28 mai 1999 au Théâtre de Saint-Quentin-en-Yvelines, France                                             |
| Kaze                                | 22 juin 2001 lors de la Biennale de Venise, Italie                                                      |
| Petrushka                           | 3 juin 2001 au Queen Elizabeth Hall, Londres, Grande-Bretagne                                           |
| Hunt                                | 2 juin 2002 lors de la Biennale de Venise, Italie                                                       |
| Borrowed Light                      | 8 octobre 2004 lors du festival Octobre en Normandie, Le Havre, France                                  |
| Next of Kin                         | mai 2008 au Théâtre national d'art dramatique de Lituanie, Vilnius, Lituanie                            |
| Vox Balaenae                        | 5 novembre 2011 lors du festival Automne en Normandie, Le Rive Gauche, Saint-Étienne-du-Rouvray, France |
| Absent Presence                     | 23 novembre 2011 au Théâtre Aleksander, Helsinki, Finlande                                              |
| Mesh                                | 2 février 2014 au Saitama Arts Theatre, Tokyo, Japon                                                    |
| Morphed                             | 16 août 2014 à l'Opéra national de Finlande, Helsinki, Finlande                                         |
| Kullervo                            | 13 février 2015 à l'Opéra national de Finlande, Helsinki, Finlande                                      |
| Trail                               | 12 décembre 2015 au Théâtre national du Kenya, Nairobi, Kenya                                           |
| Loopit                              | 4 février 2017 au Théâtre Hällä, Tampere, Finlande                                                      |
| Zimmermann Trio                     | 19 janvier 2018 au Walt Disney Concert Hall, Los Angeles, États-Unis                                    |
| Breath                              | 12 avril 2018 au Grand Théâtre de Québec, Québec, Canada                                                |
| Third Practice                      | 29 mai 2019 au Teatro Amilcare Ponchielli, Rassegna di Danza & Festival Monteverdi, Crémone, Italie     |

## Programme d'enseignement
Depuis sa création, les activités de la Tero Saarinen Company incluent un programme international d’enseignement. Actuellement, des cours et des ateliers pour les danseurs professionnels et pour les étudiants en danse d’un niveau avancé sont donnés dans le monde entier environ quatre fois par an.
Le langage chorégraphique de Tero Saarinen est basé sur une technique de mouvement qu’il a développée lui-même à partir d’influences telles que le butô, le ballet classique, la danse moderne occidentale et les arts martiaux,. L’utilisation des mains et des yeux, importants dans la tradition asiatique de la danse est visible dans sa forme d’expression,. Son style a été qualifié d’« organique et de mélange original de beauté et de grotesque ».

## Gestion

### Organisation
La compagnie fonctionne suivant un modèle d'entreprise étendue. Chaque année, outre les onze employés permanents de la compagnie, 40 à 80 professionnels de différents domaines d’activités et venant du monde entier travaillent avec le groupe sur des productions spécifiques ou sur la base de contrats d’achat de services. La direction de la compagnie est divisée entre Tero Saarinen responsable du contenu artistique et la directrice administrative Iiris Autio responsable de la production, des finances et de la gestion. Le groupe est financièrement soutenu par une association enregistrée à but non lucratif, une organisation appelée Into liikkeessä (« passion en mouvement »).
Ville Konttinen est le directeur technique du groupe. Le danseur Henrikki Heikkilä est le répétiteur du groupe et la danseuse Sini Länsivuori est également enseignante et assistante à la chorégraphie. La responsable de production est Maiju Ristilä, la responsable de la diffusion internationale Johanna Rajamäki, la responsable de la communication et des relations avec le public Terhi Mikkonen et le coordonnateur de la production est Carita Weissenfelt.

### Subventions
En 2004, la compagnie obtient le droit de recevoir des subventions régulières de l’État au titre de la loi « pour les Théâtres et Orchestres finlandais ». Entre 2006 et 2016, les subventions de l'État finlandais ont couvert 35% du budget total de la compagnie et les subventions de la ville d’Helsinki 7%.

### Danseurs
La compagnie Tero Saarinen a toujours employé des danseurs très expressifs avec une forte personnalité. À ses débuts, la compagnie a intégré des confrères de Tero Saarinen du ballet national de Finlande tels que Henrikki Heikkilä, Sini Länsivuori, Anu Sistonen et Heikki Vienola, la plupart desquels travaillent encore avec la compagnie. Des danseurs étrangers ont aussi visité le groupe, tels que Yuval Pick, Natasa Novotna, Megumi Nakamura et Sharon Eyal. Actuellement la plupart des danseurs sont finlandais.
Les danseurs présents dans des œuvres appartenant au répertoire du groupe sont (année où ils ont rejoint la compagnie) :
- Satu Halttunen (1999–)
- Henrikki Heikkilä (1996–)
- Annika Hyvärinen (2011–)
- Ima Iduozee (2013–)
- Leo Kirjonen (2013–)
- Carl Knif (2004–)
- Saku Koistinen (2007–)
- Mikko Lampinen (2011–)
- Jarkko Lehmus (2011–)
- Ninu Lindfors (2004–)
- Natasha Lommi (2011–)
- Pekka Louhio (2009–)
- Sini Länsivuori (1998–)
- Jussi Nousiainen (2013–)
- Maria Nurmela (2003–)
- David Scarantino (2013–)
- Heikki Vienola (2003–)
- Won Won-Myeong (2017–)